# Straight edge

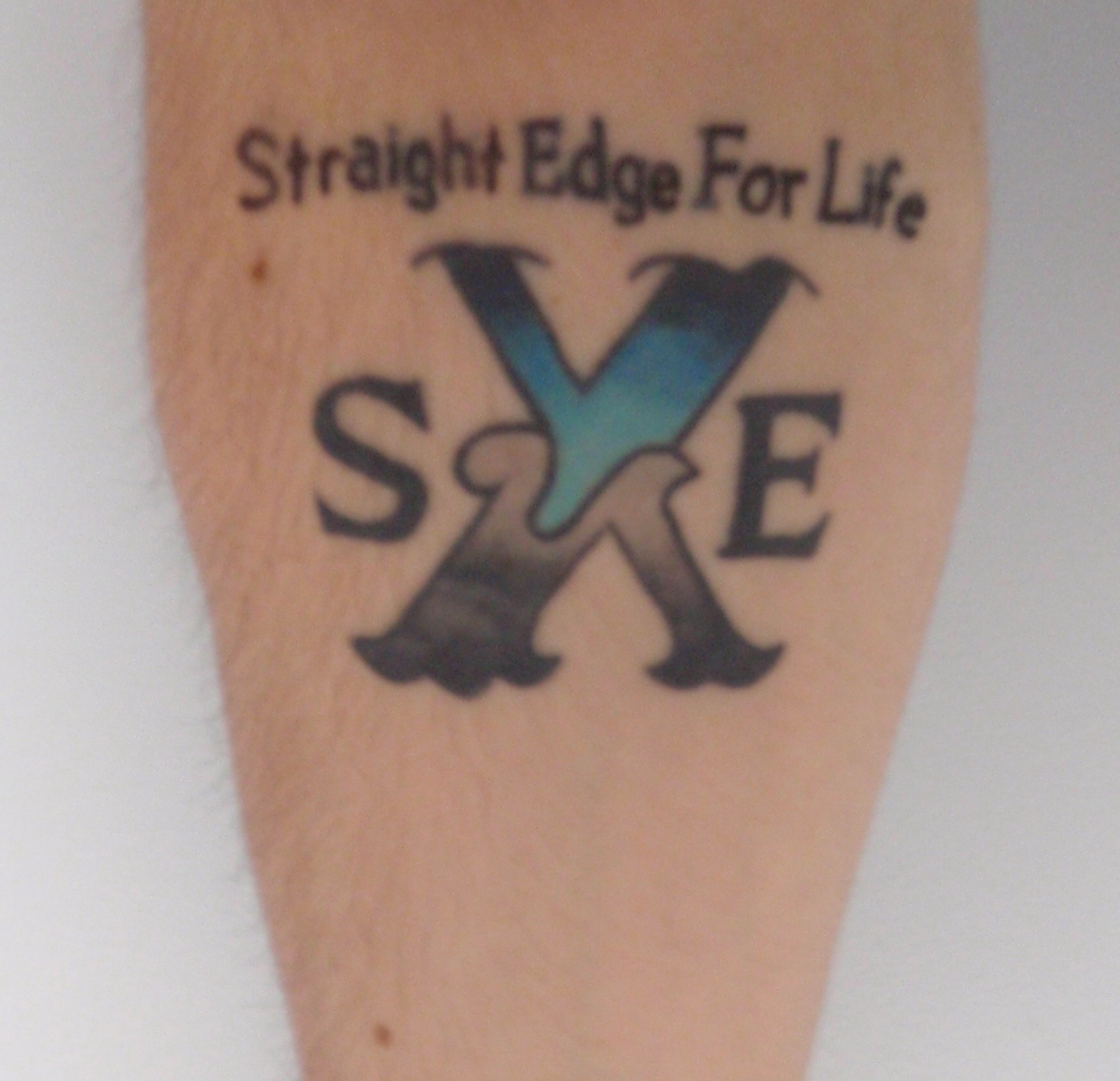
Straight-edge-tatoeage

Straight edge (of afgekort sXe) is een levenshouding populair onder liefhebbers en beoefenaars van de muziekgenres punk, hardcore punk, hardcore, metalcore en deathcore. Straight-edgers gebruiken (per definitie) geen alcohol of drugs, roken niet en zijn vaak vegetariër, flexitariër of veganist.

## Ontstaan en principes
De beweging is begin jaren tachtig tot stand gekomen door Ian MacKaye, destijds voorman van Minor Threat, die in het lied Out of Step de basisregels voor de beweging formuleerde: (I) Don't smoke / don't drink / don't fuck / at least I can fucking think! Ondanks het "Don't fuck" in de tekst van MacKaye, is het zich onthouden van seks zonder liefde, bijvoorbeeld de onenightstand, tegenwoordig een weinig populair onderdeel meer van de straight-edge-beweging. Over het algemeen wordt seks buiten een relatie vermeden, maar de meeste moderne aanhangers van de beweging zijn hier wat liberaler in. De beweging is in zekere zin ontstaan door het walgen van MacKaye en zijn vrienden van het overmatige drank- en druggebruik dat ze bij punkers zagen. Ze vonden dat de punk daardoor aan politieke kracht en aan ideologische waarde had ingeboet, en als reactie daarop ontstond straight-edge, min of meer tegelijk met hardcore punk. Hij heeft zich echter zelf altijd van de straight-edge-scene afzijdig gehouden, omdat hij ze zelf uiteindelijk te uniform, belerend en beklemmend denken vond. De houding is in de eerste regels van het Minor Threat-nummer Straight Edge terug te vinden.
Over de straight-edge-beweging zegt Ian MacKaye, "I think that the idea of straight edge, the song that I wrote, and the way people have related to it, there's some people who have abused it, they've allowed their fundamentalism to interfere with the real message, which in my mind, was that people should be allowed to live their lives the way they want to."
Oftewel, straightedgers moeten het niet al te serieus nemen met hun fundamentalisme, en mensen laten leven zoals zij dat zelf willen.
Straight-edgers zijn vaak te herkennen aan grote zwarte kruisen op hun handen en logo's met drie grote kruisen (XXX). De oorsprong hiervan ligt in bars en clubs in de Verenigde Staten en Groot-Brittannië. Daar kregen mensen die minderjarig waren, of te veel gedronken hadden, van het personeel zwarte kruisen op hun handen zodat het barpersoneel hen geen alcohol meer zou schenken. Binnen de straight-edge-beweging nam men dit gebruik over door kruisen op hun eigen handen te tekenen ("X-ing up") of zelfs te tatoeëren, als een manier om de levenswijze uit te dragen. Er wordt weleens gezegd dat de naam straight edge op de kruisen aansluit omdat een kruis uit twee lijnen bestaat die haaks op elkaar staan, en dat daar de naam vandaan komt.
Een radicale aanhanger van het straight-edge-gedachtegoed wordt wel een hardliner genoemd.
Deze groep deinst niet terug voor geweld om hun idealen na te streven. Tijdens de Winterspelen in Salt Lake City stond de straight-edgebeweging door een aantal gewelddadige delicten op de lijst met criminele organisaties. Ook in onder andere Reno, Nevada, wordt straight edge als een 'gang' beschouwd.
In het begin van de jaren 80 was de hardlinecultuur actief in Boston. Een groep bands en hun aanhangers, met als kern de bands Negative FX,  DYS en SS Decontrol stond bekend als de "Boston Crew". Deze groep hardliners volgde de bands overal en was berucht om haar gewelddadigheid tegenover niet-straight-edgers en rivaliteit met bands uit New York.

## Religie en levenshouding
Van oorsprong waren de meeste aanhangers van de straight-edgecultuur atheïstisch, maar tegenwoordig trekt het ook een heleboel christenen aan. Door de atheïsten wordt het geloof gezien als een vorm van zwakheid en controle van de geest, volgens de gelovigen is het een goede basis van normen en waarden en geloven ze oprecht. Halverwege de jaren negentig bekeerden enkele straight-edgers (zoals Ray Cappo van de band Youth of Today en later Shelter) zich tot de Hare Krishna, die een sattvisch dieet volgen. Tevens zijn er enkele christelijke straight-edge-bands (zoals xDisciplex AD), maar er zijn ook veel straight-edgers die zich juist tegen religie keren.

## Straight edge in Nederland
De in 1981 opgerichte band Lärm was de eerste straight-edgeband in Nederland. De band was muzikaal harder en sneller dan de meeste straight-edgebands, maar bestond inhoudelijk duidelijk uit aanhangers van de levenshouding. Leden van Lärm begonnen in 1989 de communistische straight-edgeband Manliftingbanner, waaruit onder andere ook Mainstrike ontstond, dat in de jaren 90 de prominentste aanvoerder van de beweging zou worden. Andere belangrijke Nederlandse straight-edgebands waren Vitamin X, Reaching Forward, Know Your Enemy, Strip The Threads, Abusive Action, Blood Red, A Step Apart en Birds of a Feather.